# Jean-Louis Garcia
Jean-Louis Garcia (Ollioules, 20 settembre 1962) è un allenatore di calcio ed ex calciatore francese, di ruolo portiere, tecnico del Quevilly-Rouen.

## Palmarès

### Giocatore
- Campionato francese: 1

Nantes: 1994-1995